# Ильинская, Людмила Станиславовна
Людмила Станиславовна Ильинская (1934, Москва — 29 октября 2002, там же) — советский и российский историк-антиковед, доктор исторических наук, профессор Московского государственного педагогического института имени В. И. Ленина, исследователь этнических и культурных взаимодействий в древнем Средиземноморье.

## Биография
Людмила Станиславовна Ильинская родилась в 1934 году в Москве. Мать Людмилы Татьяна Сергеевна Ильинская преподавала мастерство художественного слова, была ученицей Валерия Яковлевича Брюсова. Её сестра, тетя Людмилы, Елена Сергеевна Ильинская (1905—1955) была актрисой Малого театра. Дедушка Сергей Николаевич Ильинский был выпускником Московского университета, профессором товароведения Промакадемии им. И. В. Сталина. Семья Ильинских поддерживала дружеские отношения с Анастасией Цветаевой.
Окончив школу с серебряной медалью, Людмила в 1952 году поступила на исторический факультет Московского государственного университета им. М. В. Ломоносова. Её специализацией была история древнего мира. Под руководством А. Г. Бокщанина в 1957 году она защитила дипломную работу «Римская провинциальная политика в Малой Азии во II—I вв. до н. э.». После университета работала переводчиком, итогом её работы стали переводы французского педагога Ж. Пиаже, вышедшие в 1963 году. В 1966 году Ильинская защитила кандидатскую диссертацию «Римская экспансия в Западной и Южной Малой Азии в I в. до н. э.» В 1960-е годы работала в Ярославском государственном педагогическом университете, читала курс истории древнего мира, вела кружок по истории итальянского Возрождения, преподавала латынь. Разработала лекционный курс по истории искусств.
В 1960—1970-е годы Ильинская в качестве переводчика неоднократно посещала Италию, что, по воспоминаниям бывших студентов, впоследствии позволило привнести в её лекции по истории Древнего Рима и истории искусства элемент присутствия: «Если будете проездом в Риме, — часто говорила нам она, — сверните на такой-то улице направо, затем обойдите высотное здание, и попадете в чудесный книжный магазин. Вот где можно купить великолепное издание с древнеримскими памятниками архитектуры».
С 1970 года — доцент, а затем и профессор Московского государственного педагогического института имени В. И. Ленина. Читала историю Древнего мира, вела семинары «Историческая мысль античного мира», «Быт и нравы древнего Рима», «Введение в этрускологию», «Ораторское искусство древности». В 1984 году защитила докторскую диссертацию по проблемам этнических контактов в Средиземноморье.
Была супругой Александра Иосифовича Немировского, советского и российского антиковеда, доктора исторических наук, основателя кафедры истории древнего мира и древних языков Воронежского государственного университета.
В последние годы тяжело болела. Похоронена на Миусском кладбище Москвы.

## Научная деятельность
Кандидатская диссертация была посвящена позднереспубликанскому Риму и его экспансии в Малой Азии. В дальнейшем основной областью научных интересов стала древнейшая история Южной Италии и Сицилии, в частности, проблемы этногенеза, что нашло отражение в её докторской диссертации, по итогам которой были опубликованы две монографии: «Этнические и культурные контакты Западного и Восточного Средиземноморья в микенский период: Сицилия и Эгеида» (1983) и «Древнейшие островные цивилизации Центрального Средиземноморья в античной исторической традиции» (1987).
Особое внимание в исследовательской работе Ильинской всегда уделялось культуре античной цивилизации. Она принимала участие в написании и издании двухтомника «Античность: история и культура» (в соавторстве с А. И. Немировским и В. И. Уколовой). Занималась популяризацией науки об античности, в научно-популярном ключе написаны «Легенды и археология», «Древняя Греция», «Древний Рим». Одна из последних её фундаментальных публикаций — словарь-справочник «Латинское наследие в русском языке».

## Основные работы
- Римская экспансия в Малой Азии в конце республиканского периода (I в. до н. э.): Автореферат дисс. на соискание ученой степени кандидата исторических наук / [Моск. гос. ун-т им. М. В. Ломоносова. Кафедра истории древнего мира]. М.: Изд-во Моск. ун-та, 1966. 16 с.
- Древняя Греция: Пособие для учителей — студентов-заочников. Ярославль: Ярославский гос. пед. ин-т, 1970.
- Древний Рим: Пособие для учителей — студентов-заочников. Ярославль: Яросл. гос. пед. ин-т, 1970.
- Литературное наследие Цицерона как источник для изучения положения малоазийских провинций Рима в конце Республики // ВДИ. 1966. № 3. С. 149—163.
- История и культура античной Италии и Рима в свете археологических открытий последнего десятилетия (Проблема начала Рима. Новое в этрусской археологии. Вопросы пунической колонизации) // ВДИ. 1973. № 1. С. 174—201.
- Проблемы греческой колонизации Запада в свете археологических исследований последних 25 лет. Эолийские острова и проблема микенской колонизации // ВДИ. 1975. № 3. С. 192—203.
- Проблемы греческой колонизации Сицилии в свете археологических исследований последних 25 лет // ВДИ. 1976. № 2. С. 165—190.
- Проблемы греческой колонизации Южной Италии в свете археологических исследований последних 25 лет // ВДИ. 1979. № 2. С. 195—213 .
- Элимы в античной традиции и в археологии // ВДИ. 1982. № 2. С. 45-62.
- Находки в древнем Лации и их место в понимании традиции об Энее на Западе // ВДИ. 1983. № 3. С. 146—158.
- Этнические и культурные контакты Западного и Восточного Средиземноморья в микенский период: Сицилия и Эгеида: Учеб. пособие. М.: МГПИ, 1983. 87 с.
- Сиканы и сикулы. Проблемы этногенеза // ВДИ. 1984. № 3. С. 94-112.
- Финикийцы в Сицилии // ВДИ. 1987. № 1. С. 41-54.
- Древнейшие островные цивилизации Центрального Средиземноморья в античной исторической традиции: Учеб. пособие к спецкурсу. М.: МГПИ, 1987. 94,[2] с.
- Легенды и археология. Древнейшее Средиземноморье. М.: Наука, 1988. 173 с.
- Античная традиция о давнах и Диомеде в свете археологического исследования Апулии // ВДИ. 1991. № 3. С. 111—130.
- Латинское наследие в русском языке: Словарь-справочник / Сост. Ильинская Л. С. М.: ГЛОССА-пресс, 2003. 400 с.